# Кобаки
Коба́ки (укр. Кобаки) — село в Рожновской сельской общине Косовского района Ивано-Франковской области Украины.

## История
В 1986 году здесь был построен детский сад на 300 мест (архитектор В. Тимофейчук), признанный лучшим детсадом на территории Украинской ССР.
Население по переписи 2001 года составляло 2734 человека.

## Известные уроженцы и жители
- Марко Черемшина (настоящее имя Иван Семанюк) (1874—1927) — украинский писатель и общественный деятель, адвокат, доктор права.